# 北黑爾登
北黑爾登（英語：North Haledon）是位於美國新澤西州巴賽克縣的自治市鎮。

## 人口
根據2020年美國人口普查的數據，北黑爾登的面積為9.14平方千米，當中陸地面積為8.97平方千米，而水域面積為0.17平方千米。當地共有人口8927人，而人口密度為每平方千米977人。